# Thunderbird Bay
Thunderbird Bay est une census-designated place située dans le comté de Brown, dans l’État du Texas, aux États-Unis. Sa population s’élevait à 663 habitants lors du recensement de 2010.